# 紫蕊白头翁
紫蕊白头翁（学名：Pulsatilla kostyczewii），为毛茛科白头翁属下的一个种。

## 扩展阅读
維基物種上的相關：紫蕊白头翁